# Древлеправославная старообрядческая церковь Румынии
Древлеправосла́вная старообря́дческая це́рковь Румы́нии (Правосла́вная старообря́дческая Це́рковь в Румы́нии, рум. Biserica Ortodoxă de Rit Vechi din România, до 2012 года — Ру́сская правосла́вная старообря́дческая це́рковь в Румы́нии, рум. Biserica Ortodoxă Rusă de Rit Vechi din România, также Белокрини́цкая митропо́лия) — юридически и канонически независимое религиозное объединение, состоящее из староверов поповцев, принимающих окормление Белокриницкой иерархии; рассматривает себя как продолжение исторической русской православной церкви, существовавшей до реформ патриарха Никона; не находится в молитвенно-евхаристическом общении с другими церквами, за исключением Русской православной старообрядческой церкви. Современная иерархия РПСЦ(Р) возникла в 1846 году, когда было установлено епископское возглавление церковной иерархии. Центр изначально находился в селе Белой Кринице на Буковине, бывшей в составе Австрийской империи. С 1944 года центр находится в городе Брэила.
Позиционирует себя как всемирный центр старообрядцев-поповцев, как «Мать Церковь» для РПСЦ, что не признается последней, но 24 октября 2023 года Освящённый собор этой церкви постановил «Прекратить полное молитвенное общение с Русской Православной старообрядческой Церкви, Московской Митрополии на неопределенное время».

## История Церкви
В царствование Николая I положение старообрядчества изменилось в худшую сторону: правительством были приняты меры по искоренению бегствующего старообрядческого священства. В ответ на гонения в старообрядческой среде родилась идея учреждения старообрядческой епископской кафедры за пределами России.
В 1846 году находившийся в Белокриницком монастыре (в середине XIX века село Белая Криница, относилось к Австрийской империи бывший Босно-Сараевский митрополит грек Амвросий (Папагеоргопулос) (1791—1863; 12 сентября 1840 года был отозван в Константинополь Патриархом Анфимом IV ввиду опасений, вызванных жалобой митрополита на притеснения населения от местных турецких чиновников; ранее, в том же году, он поддержал восстание боснийцев против оттоманского правителя в Сараево) в обмен на назначенное ему содержание согласился присоединиться к старообрядчеству по второму чину (чрез «перемазание») и совершил ряд хиротоний для беглопоповцев. Таким образом, в Белой Кринице было положено начало старообрядческой иерархии, и ряд новопрославленных архиереев и иереев появился в пределах Российской империи. Некоторые обвиняют Амвросия в единоличном рукоположении епископов, что противоречит букве закона 1-го апостольского правила, но примером совершения и одобрения такого действия в экстремальных обстоятельствах послужили многие святые, в числе которых Свт.Стефан Сурожский, Иоанн Златоуст и Афанасий Великий.

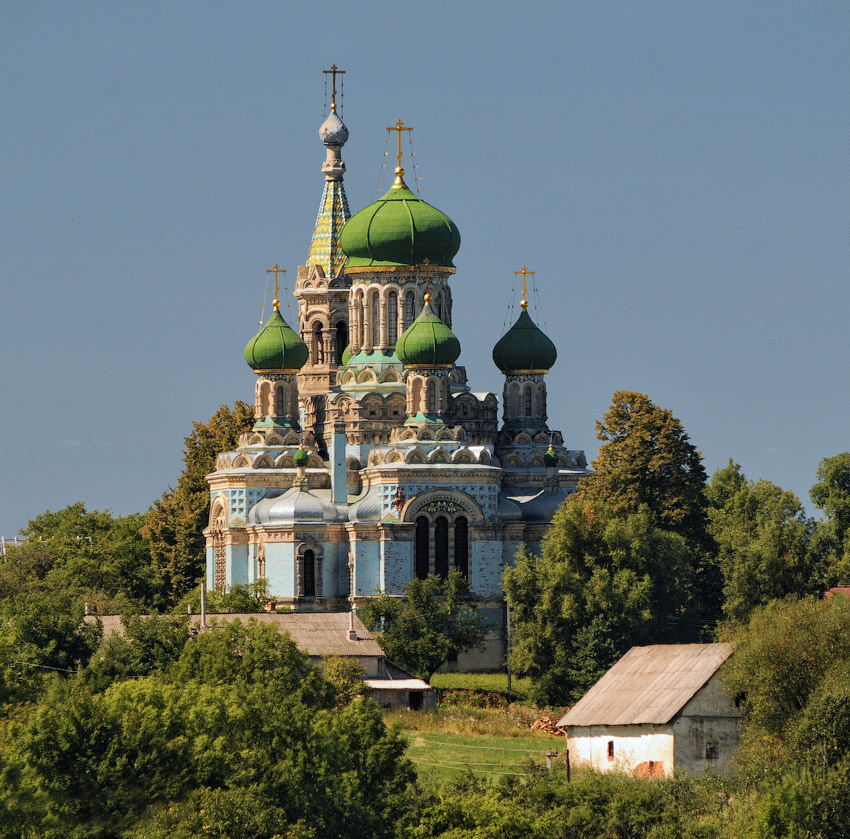
Успенский собор в Белой Кринице. Исторический центр Белокриницкой митрополии

За своё недолгое пребывание в Белой Кринице (с 12 октября 1846 по 6 декабря 1847) митрополит Амвросий возвёл в различные степени священства 10 человек. Одним из его главных дел было поставление себе преемника, что было специально оговорено в «Условии», подписанном греческим митрополитом и старообрядцами. 6 января 1847 года священноинок Кирил (Тимофеев) был рукоположен Амвросием во епископа села Майнос (поселение некрасовцев в Турции), 8 февраля Кирил был поставлен наместником Белокриницкой митрополии. 24 августа 1847 года Амвросий и Кирил рукоположили Аркадия (Дорофеева) во епископа Славского (совр. Слава-Русэ, Румыния). 28 августа 1848 года Кирил единолично рукоположил во епископа Браиловского Онуфрия (Парусова). 3 января 1849 года Кирил и Онуфрий поставили Софрония (Жирова) во епископа Симбирского. 4 января Онуфрий и Софроний возвели Кирила в сан митрополита Белокриницкого (при этом в соответствии с практикой Русской Церкви до середины XVII века был повторён чин архиерейской хиротонии), Онуфрий стал наместником митрополии.
В 1853 году была создана Московская старообрядческая архиепископия вблизи Рогожского старообрядческого кладбища, ставшая вторым центром белокриничан и распространившая свою юрисдикцию на всю территорию Российской империи. Белокриницкая же митрополия объединила в своей юрисдикции русских старообрядцев, проживавших в пределах Австро-Венгрии (Буковина), Румынии (Нижнее Подунавье и Добруджа) и Османской империи (близ озера Майнас в Турции). С 1860-х годов влияние Белокриницкой митрополии на церковно-иерархические дела старообрядчества в России заметно уменьшилось, ведущую роль в истории согласия начала играть российская иерархия во главе с архиепископом Антонием (Шутовым).
Вне границ России того времени старообрядцы белокриницкого согласия (липоване) проживали в Австро-Венгрии (Буковина), Румынии (Нижнее Подунавье и Добруджа) и Османской империи (близ озера Майнос в Турции). Их духовно-административным центром была митрополия в Белой Кринице, не имевшая иерархической власти над старообрядцами России.
Во время Первой мировой войны, когда русские войска подошли к Белой Кринице, митрополит Макарий (Лобов) был арестован австрийскими властями. Вскоре митрополита освободила наступавшая русская армия, 12 февраля 1915 года с разрешения военных властей он приехал в Москву и жил в России почти год, совершая богослужения в старообрядческих храмах Москвы, Подмосковья и Петрограда. 24 апреля 1915 года скончался Московский архиепископ Иоанн (Картушин), и на соборе, обсуждавшем кандидатуру нового предстоятеля, был поднят вопрос о том, чтобы Белокриницкий митрополит остался в Москве и возглавил старообрядцев России. По сути это была инициатива создания единого духовного центра Белокриницкой иерархии путём переноса митрополии из Белой Криницы в Москву. Однако представители московских общин выступили против учреждения митрополии в Москве в то время, а митрополит Макарий отказался остаться в России.
К 1915 году паства Белокриницкого митрополита в Австрии и Румынском королевстве насчитывала около 100 тысяч человек, действовали 2 епархии — Тульчинская и Славская. В 1918 году в состав Румынии вошла Бессарабия. Приблизительно с 1920 года Кишинёвской кафедрой управлял уехавший из России епископ Иннокентий (Усов), получивший на то письменное поручение от епископа Рязанского Александра (Богатенкова), исполнявшего обязанности местоблюстителя Московского архиепископского престола. Дальнейший ход событий показал, что Бессарабия не может оставаться в юрисдикции Московской архиепископии, и тогда общины на её территории перешли в ведение Белокриницкого митрополита. Этот статус Кишинёвской и Измаильской епархий закрепил собор 1936 года, в Москву было направлено уведомление.
В 1930-е годы в Румынской православной церкви наблюдались гонения на старостильников, что затронуло и старообрядцев, ряду их храмов угрожало закрытие. В этой связи на Белокриницком соборе 1936 года было решено ходатайствовать перед правительством о легализации старообрядцев.
В июне 1940 года Северная Буковина вошла в состав УССР. Утром 30 июня митрополит Силуян выехал из Белокриницкого монастыря. 22 июля 1940 года кафедрой старообрядческих Белокриницких митрополитов стал Покровский храм в Брэиле. Во время Второй мировой войны в 1941—1944 годах, Северная Буковина вновь вошла в состав Румынии, духовно-административный центр митрополии так и остался в Брэиле. После окончания войны Проживавшие в Бессарабии (на 1946 год — 22 общины и 1 монастырь) и Северной Буковине старообрядцы вошли в состав Старообрядческой Церкви Белокриницкого согласия на территории СССР, возглавляемой архиепископом Иринархом. При этом женский Куничский Казанский монастырь в Молдавии оказался единственным старообрядческим монастырем в Советском Союзе. На территории же Румынии в послевоенные годы имелось 40 приходов и 4 монастыря (2 мужских и 2 женских) Белокриницкой митрополии. В мае 1947 года румынское правительство утвердило написанный Ф. Е. Мельниковым статут церкви, таким образом, старообрядческая церковь в Румынии была официально признана и утверждена.
Послевоенные годы отмечены переменами в составе епархий, подчиненных Белокриницкой митрополии. Сразу после войны затруднилась связь митрополии со старообрядцами-некрасовцами, проживавшими в Турции, которые для рукоположения священных лиц из своей среды стали обращаться в Константинопольский Патриархат. В 1962 году эти старообрядцы в полном составе вернулись в Россию (в Ставропольский край), где в большинстве вновь приняли священство Белокриницкой иерархии, но уже от Московской архиепископии.
В 1980-е годы была образована епархия Австралии и Северной Америки, которая окормляла русских старообрядцев, уехавших в эти регионы из Китая. В 1984 году в Румынии был рукоположен Иосиф (Басаргин), имевший титул «епископ Русской Древлеправославной христианской церкви Белокриницкой иерархии Австралии, США и других зарубежных стран».
В связи с продолжающимся на протяжении последних лет (с 2006 года) противостоянием Белокриницкой и Московской митрополий Русской православной старообрядческой церкви, архиепископ Белокриницкий и всех древлеправославных христиан митрополит Леонтий (Изот) на основании решений Великого Освящённого Собора Белокриницкой митрополии, проходившего в румынском городе Браила 28 октября 2010 года, направил митрополиту Московскому и всея Руси Корнилию (Титову) письмо, в котором пригласил всех российских иерархов прибыть на Освящённый Собор в Белую Криницу, запланированный на 18 ноября 2010 года.
На соборе 24 октября 2012 года по настоянию митрополита Леонтия было изменено официальное название церкви: РПСЦ Румынии решением собора стала именоваться Древлеправославной старообрядческой церковью Румынии (рум. Biserica Ortodoxă de Rit Vechi din România), что закрепил принятый тогда же устав.
В 2013 году произошло потепление отношений с РПСЦ.

## Предстоятели
1. Амвросий (Папагеоргопулос) (28 октября 1846 — декабрь 1847)
2. Кирилл (Тимофеев) (4 января 1849 — 2 декабря 1873)
3. Афанасий (Макуров) (9 мая 1874 — 1 октября 1905)
4. Макарий (Лобов) (10 сентября 1906 — 2 января 1921)
5. Никодим (Федотов) (24 сентября 1924 — 15 октября 1926)
6. Пафнутий (Федосеев) (8 июня 1928 — 8 апреля 1939)
7. Силуян (Кравцов) (9 июля 1939 — 5 января 1941)
8. Иннокентий (Усов) (10 мая 1941 — 16 февраля 1942)
9. Тихон (Качалкин) (12 апреля 1942 — 4 марта 1968)
10. Иоасаф (Тимофей) (15 декабря 1968 — 16 февраля 1985)
11. Тимон (Гаврилов) (1 июня 1985 — 8 августа 1996)
12. Леонтий (Изот) (с 27 октября 1996 года)

## Современное состояние

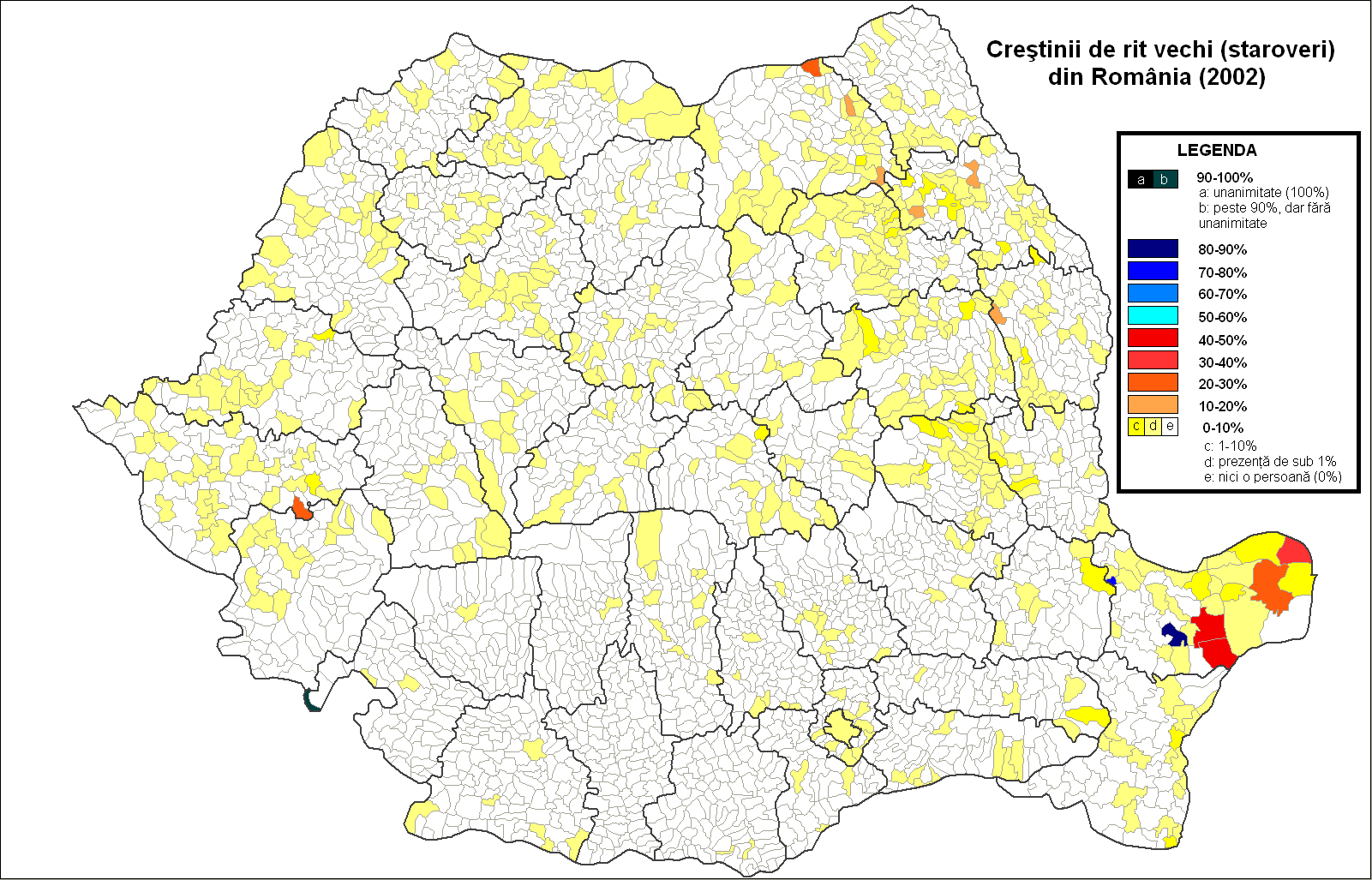
Плотность расселения старообрядцев-липован в Румынии (2002)

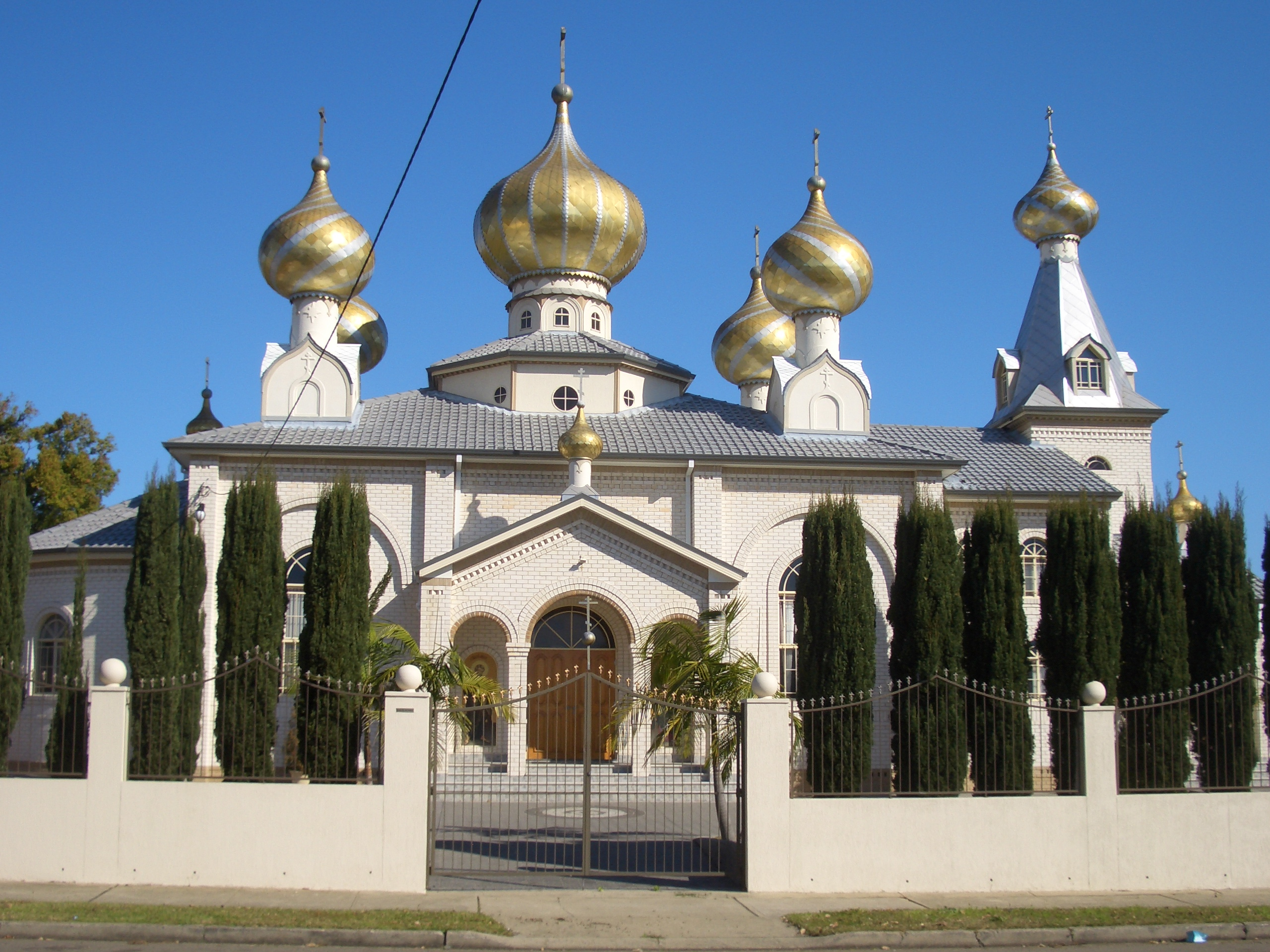
Старообрядческая Благовещенско-Успенская церковь в пригороде Сиднея (Австралия)

По некоторым оценкам, в настоящее время паства Православной старообрядческой церкви в Румынии насчитывает порядка 200 тысяч старообрядцев, проживающих в Румынии, а также 15 тысяч — во всём остальном мире (США, Канада, Австралия, Европа).
Высший орган управления — Освящённый Собор Православной старообрядческой церкви в Румынии, собирающийся ежегодно с широким участием священнослужителей всех уровней, монашествующих и мирян.
Иерархия митрополии состоит из шести архиереев во главе с митрополитом Белокриницким Леонтием (Изотом) (с 1996 года).
В юрисдикции РПСЦ(Р) действуют следующие епархии:
- Белокриницкая епархия[рум.] — митрополит Леонтий (Изот)
- Австралийская и Западноевропейская епархия — архиепископ Софроний (Липали)
- Браило-Тульчинская епархия — епископ Паисий (Халким)
- Буковино-Молдавская епархия — епископ Геннадий (Тимофеи)
- Славская епархия — архиепископ Флавиан (Федя)
- Фрумосская епархия — архиепископ Нафанаил (Иким)
- Западная епархия
- Епархия Балтийских стран

Упразднённые епархии
- Измаильская епархия
- Васлуйская епархия
- Зугдидская епархия